# Zwarte doosschildpad
De zwarte doosschildpad of zwarte klapborstschildpad (Pelusios niger) is een schildpad uit de familie pelomedusa's (Pelomedusidae).

## Naam en indeling
De wetenschappelijke naam van de soort werd voor het eerst voorgesteld door André Marie Constant Duméril & Gabriel Bibron in 1835. Oorspronkelijk werd de soort tot het geslacht van de muskusschildpadden (Sternotherus) gerekend en werd de wetenschappelijke naam Sternotherus niger  gebruikt. De soortaanduiding niger komt uit het Latijn en betekent 'zwart'.

## Uiterlijke kenmerken
De schildpad bereikt een maximale schildlengte van ongeveer 35 centimeter. Het is hiermee een grote soort, het lichaamsgewicht kan tot 4,5 kilogram bedragen. De kop is relatief breed in vergelijking met verwante soorten en heeft een uitstekende snuit en enigszins gehaakte bek. Het trommelvlies of tympanum heeft een gele kleur. De kop en ledematen zijn lichtbruin tot geel, aan de voorzijde van de poten zijn drie of vier vergrote schubben aanwezig. De kop heeft een patroon van zwarte vlekjes die een nettekening vormen. Onder de kin zijn twee kleine baarddraden aanwezig.
De kleur van het rugschild is zeer donkerbruin tot bijna zwart of roodbruin met een zwarte dorsale streep die over de kiel loopt, op het midden van het schild is een kiel aanwezig die bij jongere dieren goed zichtbaar is en bij oudere exemplaren vervaagt. De kiel blijft vaak het best zichtbaar op de achterste twee wervelschilden. Het buikschild is zwart van kleur met soms in het midden een gelige, onregelmatige vlek. De juvenielen zijn er in verschillende kleurvormen; de meeste populaties hebben een donkergrijs lichaam met een zwarte kop en een bijna zwart buikschild met gele naden tussen de buikschilden. Populaties uit Nigeria hebben soms een chocoladebruin schild met onregelmatige zwarte vlekjes of juist een geel schild met een zwarte lengtestreep op het midden van het schild. De plastronformule is als volgt: abd > fem > intergul > hum > an > gul > pect.
Mannetjes zijn van vrouwtjes te onderscheiden door een langere en dikkere staart, een concaaf (hol) plastron en een bultige neus. Daarnaast worden mannelijke dieren groter dan vrouwelijke. Dit is opvallend omdat het bij de meeste schildpadden juist andersom is. De soort wordt vaak verward met de donkere doosschildpad (Pelusios subniger) en Pelusios castaneus.

## Levenswijze
De zwarte doosschildpad is voornamelijk carnivoor en niet kieskeurig: het voedsel bestaat uit verschillende waterdieren als vissen, amfibieën, insecten, slakken en aas, ook planten als algen en waterplanten en plantendelen als zaden en fruit worden gegeten. De schildpad foerageert zowel overdag als 's nachts, vooral tijdens de schemering wordt op de bodem van het water naar voedsel gezocht. Overdag wordt regelmatig een zonnebad genomen. In droge tijden wordt een ondergrondse rustperiode gehouden.
De vrouwtjes graven een nest van ongeveer tien tot twaalf centimeter diep waarin zes tot acht eieren worden afgezet, meestal tien tot dertien. De witte eitjes hebben een plooibare schaal en zijn ongeveer 24 millimeter breed en 48 mm lang, ze hebben een roze kleur. De zwarte doosschildpad kan een leeftijd bereiken van ten minste twintig tot 25 jaar.

## Verspreiding en habitat
De zwarte doosschildpad komt voor in delen van Afrika: in Benin, Kameroen, Centraal-Afrikaanse Republiek, Ghana, Togo en Nigeria, mogelijk in Equatoriaal-Guinea, Congo-Brazzaville en Congo-Kinshasa. De habitat bestaat uit permanente wateren zoals lagunes, meren, rivieren, moerassen, veenmoerassen en overstroomde savannen. De soort is aangetroffen van zeeniveau tot op een hoogte van ongeveer 600 meter boven zeeniveau.

## Relatie met de mens
De zwarte doosschildpad wordt veel gegeten door de lokale bevolking omdat het een belangrijke bron van voedsel is. Door verzamelaars worden veel juvenielen gevangen vanwege de opmerkelijke kleuren. De belangrijkste exporteurs van de schildpad zijn Ghana en Benin maar ook in andere landen wordt de soort verkocht. In Togo alleen al werden in 2000 zo'n drieduizend exemplaren uitgevoerd, waarvan ongeveer vijfhonderd exemplaren uit het wild. Een andere invloedrijke bedreiging is de oliewinning in de Nigerdelta die leidt tot veel verontreinigingen.
Net als andere Afrikaanse doosschildpadden uit het geslacht Pelusios duikt de schildpad soms op in de dierenhandel. De soort staat bekend als niet agressief, maar kan door de grote kop en sterke kaken beter voorzichtig worden benaderd vanwege een potentieel vervelende beet. Bij aanraking kan een stinkende, olie-achtige vloeistof worden uitscheiden uit klieren in de pootoksels. Bij veel schildpadden gaat deze gewoonte verloren na enige jaren gevangenschap maar deze soort niet. Van de zwarte doosschildpad is bekend dat de soort al meerdere malen met succes in gevangenschap tot voortplanting is gekomen, met name in Nederland.

## Beschermingsstatus
Door de internationale natuurbeschermingsorganisatie IUCN is de beschermingsstatus 'gevoelig' toegewezen (Near Threatened of NT).